# László Gáspár
László Gáspár (Budapest, 1998. október 30. –) magyar színész.

## Életpályája
Pilisvörösváron nőtt fel. Édesapja László Zsolt színművész, testvére László Panna. 2013-2017 között a Vörösmarty Mihály Gimnáziumban tanult. 2018-2023 között a Színház- és Filmművészeti Egyetemen tanult, színművész szakon. 2023-2024 között szabadúszó volt, majd 2024-től a Szegedi Nemzeti Színház tagja.

## Színházi szerepei

### Szegedi Nemzeti Színház
- Fábián Péter: Oltalomkeresők - Játsszák
- Dés László – Geszti Péter – Békés Pál: A dzsungel könyve - Buldeo / Főmajom / Főfarkas
- Bertolt Brecht: A kaukázusi krétakör - Szimon Csacsava
- Alan Jay Lerner – Frederick Loewe: My Fair Lady - Kocsmáros, Rendőr
- Heinrich von Kleist: Az eltört korsó - Ruprecht, a fia
- Martin McDonagh: Vaknyugat - Szimon Csacsava

### Weöres Sándor Színház[7]
- Dés László - Geszti Péter - Grecsó Krisztián: A Pál utcai fiúk - Weisz
- Samuel Bailey: Kutyabaj - Jonjo

### Katona József Színház
- Kárpáti Péter: Moszkva-Peking Transzszimfónia

## Filmes és televíziós szerepei
- S.E.R.E.G. (2024) - Szabolcs tizedes
- Tündérkert – Kísértések kora (2023) - Vékonydongájú szász
- A Nagy Fehér Főnök (2022) - Bőrfejű
- Együtt kezdtük (2022) - Gigi öltönyös pasija